# Філіппо Терзі

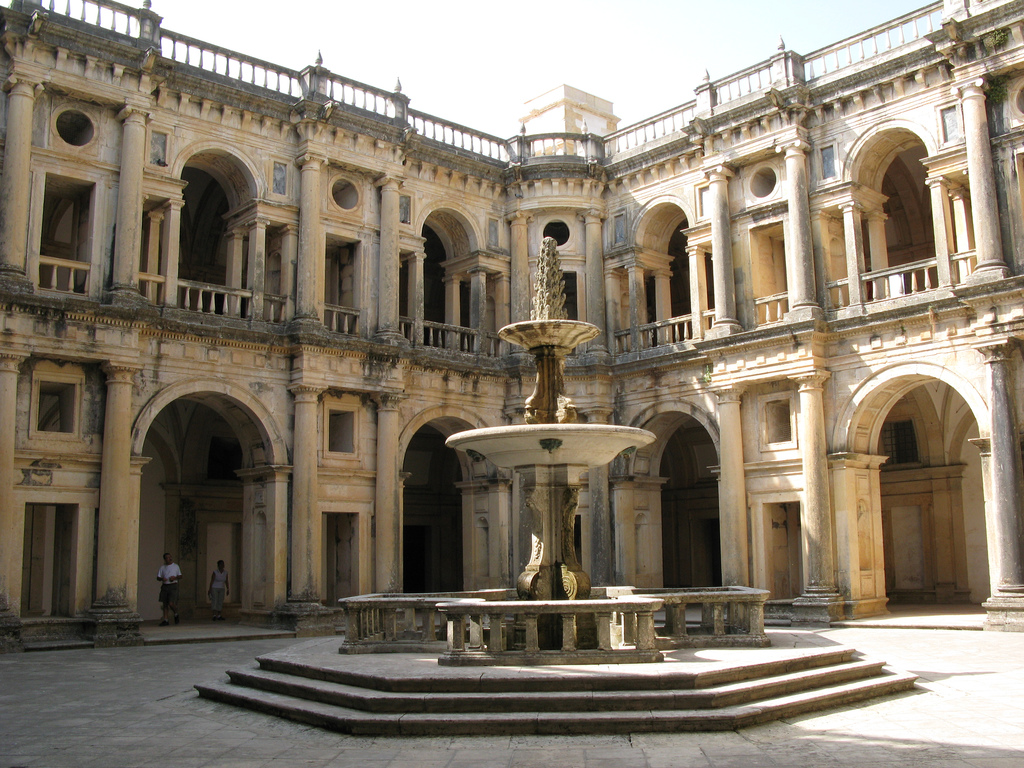
Монастир Христа в серлійському стилі, Томар, Португалія

Філіппо Терзі (1520–1597) був італійським військовим та цивільним архітектором, інженером, народився в Болоньї, переїхав до Лісабону в 1577 році, а наступного року приєднався до катастрофічної військової експедиції до Марокко, де потрапив в полон у битві при Алкасер-Кібірі. Після переговорів Терзі було звільнено, і він повернувся до Португалії, де провів решту своєї кар'єри, помер в Сетубалі. 
У 1582 році король Іспанії Філіпп II, нещодавно оголошений і король Португалії, відвідав Сетубал, де Терзі був рекомендований йому з нагоди нового військового укріплення, необхідного для посилення безпеки цього портового міста. Успішно завершивши роботи, Терзі був визнаний майстром своєї роботи в Монастирі Христа в Томарі в 1584 році. 
У 1590 році його оголосили «Майстером царських робіт», замінивши на  посаді Антоніу Родрігуша. Він відповідав за численні проєкти, зокрема в Коїмбрі та Лісабоні, включаючи акведук, який йшов із Сау Себастьяу до Коїмбри. 

## Вибрані роботи
- Монастир Христа в Томарі
- Церква монастиря Сан-Вісенте-де-Фора, Лісабон (1582—1605)
- Форт Пессегуейро (1588–90), прибережна фортеця, якою острів Пессегейро був сполучений з материком
- Форт Сантьягу да Барра (Віана-ду-Каштелу)
- Форт Сау Філіпе де Сетубаль (1597 р.) знаходився в процесі будівництва, коли Терзі помер
- Церква Святого Роха, Лісабон

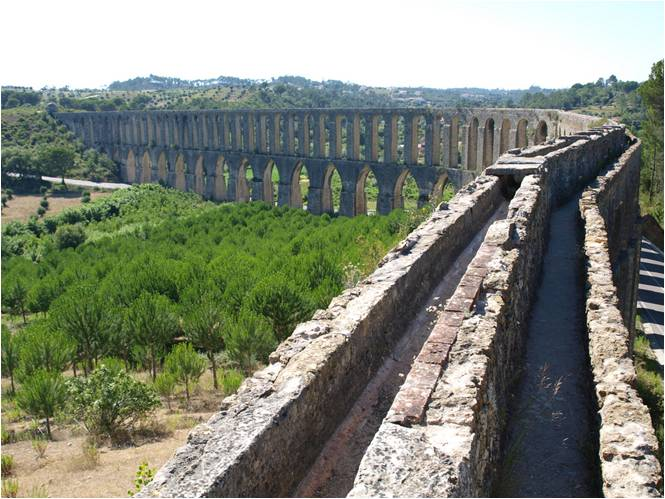
Акведук
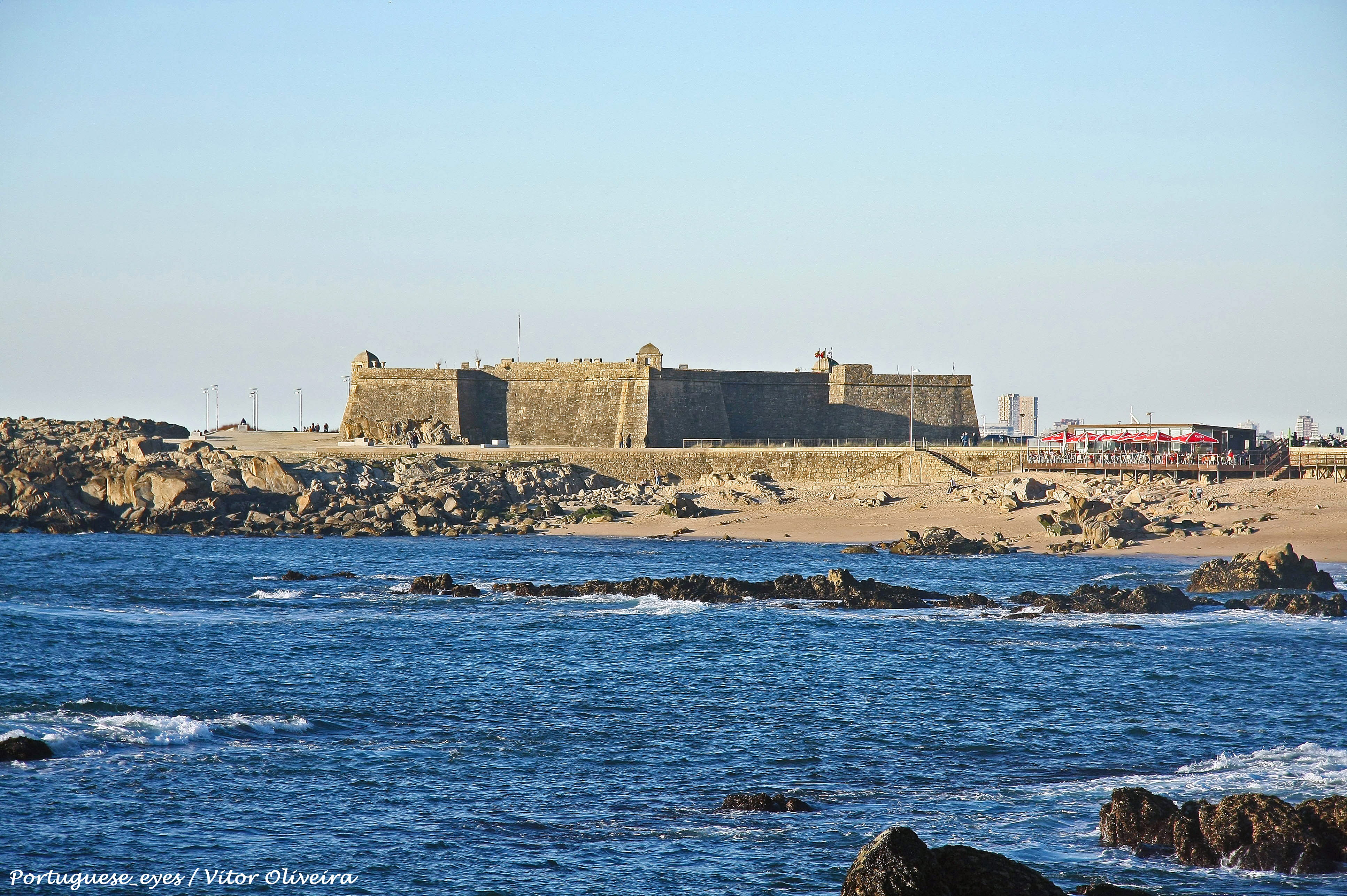
Форт Сау Жоау Баптіста, побудований Терзі, Віла ду Конде, Порту, Португалія
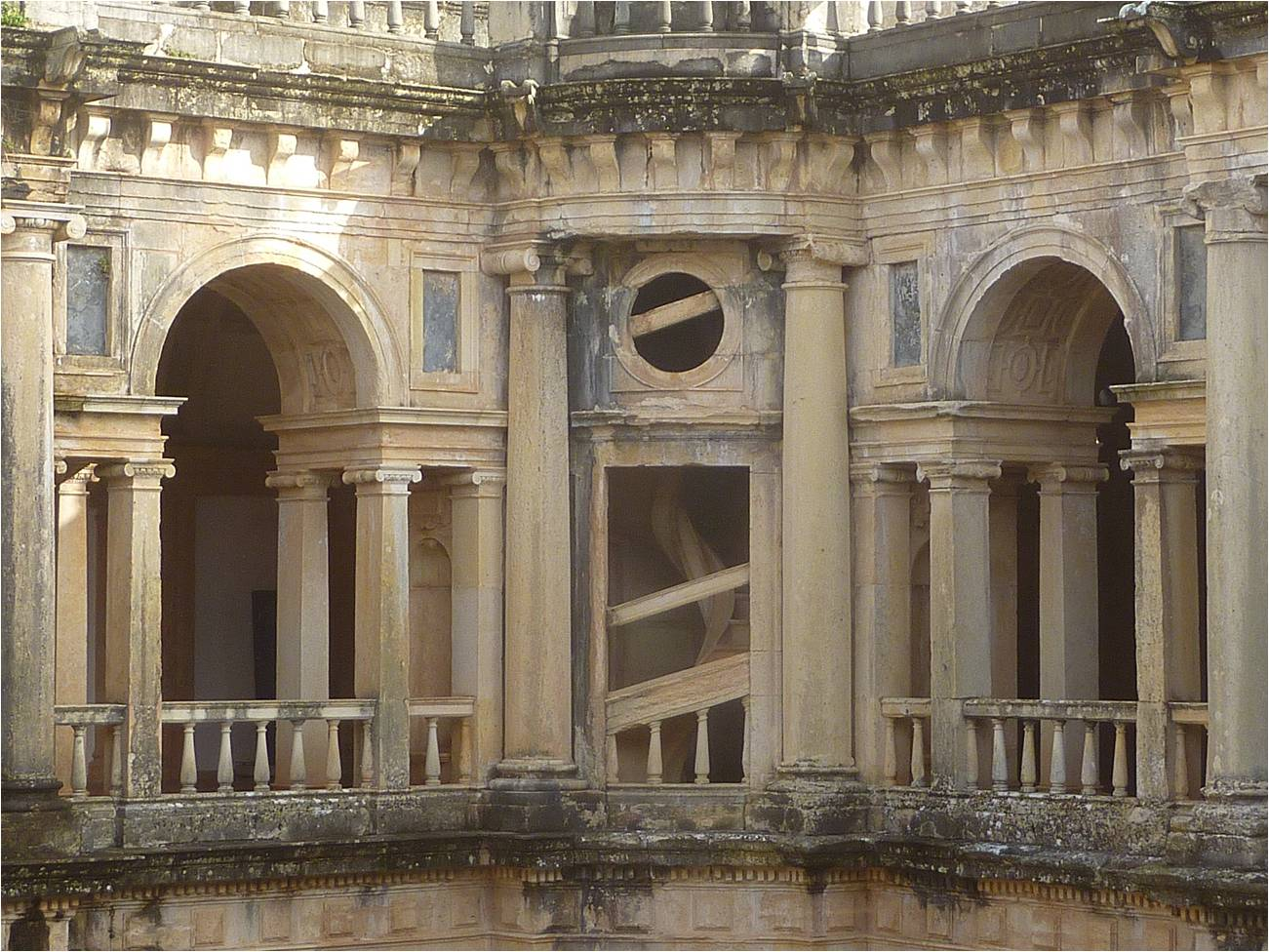
Монастир Христа, Томар, Португалія